# Turistická značená trasa 1007
 Turistická značená trasa 1007 je modře vyznačená 5 kilometrů dlouhá pěší trasa Klubu českých turistů vedená od metra v Roztylech Kunratickým lesem k Zeleným domkům.

## Popis trasy
Trasa vede ve východní části Kunraticko-michelského lesa většinou po nezpevněných cestách a začíná stoupáním k Velkému altánu. Odtud pokračuje po rovině po okraji lesa, po zabočení západním směrem do centra lesa kolem jezírka a bývalé fortifikace k Václavovu hrádku. Od hrádku sestoupá do údolí ke Kunratickému potoku a vede po jeho toku k lávce. Od lávky se vydá jižně stoupáním zalesněnou strání k zastávce MHD, kde končí.
| Km  | Místo               | Navazující a křižující trasy | Nadm. výška |
| --- | ------------------- | ---------------------------- | ----------- |
| 0   | Roztyly (metro)     | 6122                         | 267 m       |
| 1   | Velký altán         | 3127                         | 304 m       |
| 3,5 | Nový hrádek (zříc.) |                              | 288 m       |
| 4,5 | K Hrádku            | 6122                         | 256 m       |
| 4,5 | Nový Hrádek lávka   | 6122                         | 252 m       |
| 5   | Zelené domky (bus)  |                              | 288 m       |

## Zajímavá místa
- Kunraticko-michelský les
- Hraniční dub v Kunraticích
- Skupina dubů letních na východním okraji Kunratického lesa
- Polní opevnění před hrádkem
- Nový hrad u Kunratic
- Velká Kunratická
- Kunratický potok

## Veřejná doprava
Cesta začíná u stanice metra v Roztylech a končí u zastávky MHD Zelené domky.